# Charte des droits et libertés de la personne
Lire en ligne

texte officiel

Ne doit pas être confondu avec Charte canadienne des droits et libertés.
La Charte des droits et libertés de la personne, aussi surnommée la « Charte québécoise », est une loi dite « quasi constitutionnelle » adoptée à l'unanimité par l'Assemblée nationale du Québec le 27 juin 1975, sous le gouvernement libéral de Robert Bourassa. Elle est entrée en vigueur le 28 juin 1976,.
La Charte reconnaît que tous les individus qui se trouvent au Québec sont égaux en valeur et en dignité. Ayant pour objectif d'assurer les droits humains et d'harmoniser les rapports des citoyens entre eux et avec leurs institutions, la Charte s’applique tant aux activités de l’État (législatives et exécutives) qu’aux rapports de droit privé (entre citoyens). La Charte institue aussi la Commission des droits de la personne et des droits de la jeunesse, qui est chargée de sa promotion et de son application, ainsi que le Tribunal des droits de la personne. 
La Charte est un texte fondamental du système juridique québécois, qui a préséance sur les lois et règlements provinciaux. Ce faisant, tout texte législatif et réglementaire québécois doit s'y conformer, sous peine de déclaration de non-validité. Seule la Constitution du Canada (ce qui inclut la Charte canadienne des droits et libertés) a préséance sur la Charte québécoise. Elle est la loi suprême. Les autres provinces et territoires canadiens ont des lois quasi-constitutionnelles similaires, appelées Code des droits de la personne ou Loi sur les droits de la personne, bien que ces lois ne garantissent pas une aussi large variété de droits que la Charte québécoise.

## Description
La Charte québécoise a été décrite comme un « document unique dans l'histoire législative canadienne ». Elle a été rédigée sur la base des principes d'indivisibilité, d'interdépendance et d'indissociabilité des droits de la personne. La Charte s'inspire notamment de la Déclaration universelle des droits de l'homme, du Pacte international relatif aux droits civils et politiques et du Pacte international relatif aux droits économiques, sociaux et culturels. 
Elle protège entre autres le droit à l’égalité de tous les individus par son article 10. En effet, cet article interdit la discrimination en garantissant à toute personne le droit d’être traitée en pleine égalité et d’exercer ses droits et libertés sans « distinction, exclusion ou préférence » fondée sur une caractéristique personnelle qui constitue un motif de discrimination interdit. La Charte interdit la discrimination fondée sur une liste exhaustive de motifs : la race, la couleur, le sexe, l'identité ou l'expression de genre, la grossesse, l'orientation sexuelle, l'état civil, l'âge (sauf dans la mesure prévue par la loi), la religion, les convictions politiques, la langue, l'origine ethnique ou nationale, la condition sociale, le handicap ou l'utilisation d'un moyen pour pallier ce handicap.

### Distinction avec les autres instruments de protection des droits de la personne
La Charte québécoise se distingue de la Charte canadienne des droits et libertés par un certain nombre d'éléments, dont :
- l'inclusion de certains droits économiques et sociaux;
- l'application de la Charte non seulement aux rapports entre les citoyens et l'État, mais aussi dans les rapports privés;
- l'existence d'un mécanisme de recours particulier en cas de discrimination fondée sur un motif interdit, mécanisme consistant en une plainte à la Commission des droits de la personne et des droits de la jeunesse, suivie d'un recours éventuel devant le Tribunal des droits de la personne;
- La présence d'une liste exhaustive de motifs prohibés de discrimination.

À noter toutefois qu'avec le Pacte international relatif aux droits civils et politiques de l'ONU, la Charte québécoise est l'une des deux sources principales pour la rédaction de la Charte canadienne des droits et libertés, d'après les mémoires du rédacteur de la Charte canadienne Roger Tassé,.
La Charte québécoise se distingue aussi des lois ou des codes de droits humains adoptés par les autres provinces et territoires canadiens du fait qu'elle ne se limite pas qu'à interdire la discrimination, mais garantit également toute une panoplie de droits et libertés.

### Contenu
La Charte est divisée en sept parties : 
- La partie I énonce les droits des personnes. Ses six chapitres proclament les libertés et droits et fondamentaux, le droit à l'égalité, les droits politiques, les droits judiciaires et les droits économiques et sociaux, en plus d'énoncer certaines dispositions spéciales et interprétatives (dont celle qui établit la primauté de la Charte par rapport au reste de la législation) (articles 1 à 56);
- La partie II institue la Commission des droits de la personne et des droits de la jeunesse (articles 57 à 85);
- La partie III encadre la mise en place de programmes d'accès à l'égalité (articles 86 à 92);
- La partie IV garantit certains droits à la confidentialité (articles 93 à 96);
- La partie V donne au gouvernement certains pouvoirs de réglementation (articles 97 à 99);
- La partie VI institue le Tribunal des droits de la personne (articles 100 à 133);
- La partie VII énumère les dispositions finales de la Charte, qui prévoient notamment des sanctions de nature pénale (articles 134 à 139).

## Application

### Application publique et privée
Toutes les personnes, les groupes et organismes, les entreprises privées, les services publics et les services privés, ainsi que le gouvernement du Québec (ses institutions et les administrations gouvernementales municipales et scolaires, à tous les échelons de la hiérarchie) doivent respecter la Charte. Seules les institutions de compétence fédérale échappent à l’application de la Charte, qui sont la fonction publique fédérale, les banques, les entreprises de télécommunications (Radio-Canada, TVA, Telus, etc.) et les services de transport aérien, ferroviaire ou maritime (Air Canada, Via Rail, etc.). C'est la Loi canadienne sur les droits de la personne qui s'applique à ces institutions et c'est la Commission canadienne des droits de la personne qui peut intervenir.

### Loi quasi-constitutionnelle
La Charte est une loi fondamentale qui a préséance sur toutes les autres lois québécoises. En effet, l'article 52 de la Charte prévoit que « aucune disposition législative, même postérieure à la Charte, ne peut déroger aux articles 1 à 38 (…) à moins que cette loi n'énonce expressément que cette disposition s'applique malgré la Charte ». Seuls les libertés et droits fondamentaux, politiques et judiciaires et le droit à l'égalité ont donc prévalence sur les autres lois.

### Non-préséance des droits économiques et sociaux
Ainsi, même s’ils sont inscrits dans la Charte, d’autres droits ne jouissent pas du même statut. C’est notamment le cas de l’ensemble des droits économiques et sociaux (articles 39 à 48), une situation décriée par la Commission des droits de la personne et des droits de la jeunesse depuis de nombreuses années.

### Commission des droits de la personne et de la jeunesse et Tribunal des droits de la personne
La Commission des droits de la personne et des droits de la jeunesse est l'organisme responsable de l'application de la Charte et peut intervenir dans les cas de discrimination et de harcèlement fondés sur des motifs interdits et dans les cas d’exploitation des personnes âgées ou handicapées. La Commission peut faire enquête à la suite de la réception d'une plainte et défendre des causes devant le Tribunal des droits de la personne, par exemple. Le Tribunal des droits de la personne, un tribunal spécialisé en matière de discrimination, de harcèlement, d’exploitation et de programmes d’accès à l’égalité, assure quant à lui le respect des différents droits protégés par la Charte depuis le 10 décembre 1990.
Il faut tenir compte du fait que l'art. 71 CDLP affirme que la Commission des droits de la personne est compétente seulement pour les articles 10 à 19 et 48 de la Charte québécoise. Et lorsque l'article 10 sur la discrimination est invoqué, il doit obligatoirement être joint à un autre droit ou à une autre liberté de la  Charte. En outre, l'énumération des discriminations de l'article 10 est exhaustive, alors toute discrimination qui ne figure pas dans la section 10 à 19 de la Charte serait en principe permise par le régime québécois du droit à l'égalité.
Bien que la Commission des droits de la personne ne soit pas compétente pour recevoir des plaintes en vertu des articles 1 à 9 ou 20 à 38 de la Charte, les tribunaux de droit commun peuvent l'être, par exemple les recours en diffamation à la Cour supérieure en vertu de l'art. 4 CDLP.

## Historique
La Charte des droits et libertés de la personne est le résultat d'un important travail préparatoire amorcé sous le gouvernement unioniste de Daniel Johnson.
Au début des années 1970, le Québec ne possède pas encore de loi protégeant les droits et libertés. À cette époque, le Code civil sert à défendre les droits de la personne, alors que plusieurs provinces canadiennes ont déjà des lois en ce sens. La Ligue des droits de l’Homme (aujourd’hui Ligue des droits et libertés), entreprend alors de convaincre le gouvernement d’adopter une loi pour protéger les droits et libertés. Plusieurs professeurs participent à l’ébauche et à la rédaction d’un avant-projet de loi, dont Paul-André Crépeau, Jacques-Yvan Morin et Frank Scott. 
Le 29 octobre 1974, le ministre libéral de la Justice, Jérôme Choquette, répond aux demandes de la Ligue des droits de l’homme en déposant un projet de loi à l’Assemblée nationale. Le 27 juin 1975, l’Assemblée nationale vote à l’unanimité l’adoption de la Charte, qui entrera en vigueur le 28 juin 1976. 
Depuis son entrée en vigueur, la Charte a été modifiée à plusieurs reprises pour renforcer la protection des droits de la personne, notamment en ajoutant l’orientation sexuelle (1977), le handicap (1982), la grossesse (1982), l’âge (1982) et l'identité ou l'expression de genre (2016) aux motifs prohibés de discrimination. 
- 1979 : La Charte reconnaît le droit de toute personne à des conditions de travail qui respectent sa santé et sa sécurité.
- 1982 : La Charte est modifiée pour interdire le harcèlement discriminatoire. Elle est également modifiée de façon à interdire de refuser l’embauche, de congédier ou de pénaliser une personne dans le cadre d’un emploi, en raison de ses antécédents judiciaires si l’infraction n’a aucun lien avec l’emploi ou si cette personne a obtenu le pardon. La Partie III de la Charte, qui encadre l'élaboration et l'implantation de programmes d'accès à l'égalité dans les entreprises et les organisations québécoises, est également adoptée.
- 1989: Le mécanisme de protection de la Charte est modifié par l'ajout de la partie IV de la Charte, qui crée le Tribunal des droits de la personne, et une modification conséquente de la partie II qui concerne la Commission des droits de la personne.
- 2006 : La Charte reconnaît le droit à toute personne de vivre dans un environnement sain et respectueux de la biodiversité.
- 2008 : Adoption d’une clause interprétative sur l’égalité homme-femme.
- 2019: Modification de la Charte par l’insertion du principe de laïcité à l’article 9.1 et dans le préambule[13].
- 2022: Ajout d'un considérant au Préambule de la Charte selon lequel « le français est la seule langue officielle du Québec ainsi que la langue commune de la nation québécoise et la langue d’intégration à celle-ci », ajout du « droit de vivre en français » (art. 3.1 CDLP), insertion de «  l’importance accordée à la protection du français » à l'article 9.1 et ajout d'un alinéa à l'article 50 précisant que la CDLP doit « être interprétée de manière à ne pas supprimer ou restreindre la jouissance ou l’exercice d’un droit visant à protéger la langue française »[14].

L'évolution du texte de la Charte ainsi que son interprétation résultent non seulement des décisions des tribunaux, mais aussi des luttes menées par la société civile.

## Aucune contrainte parlementaire pour modifier la Charte
Bien que l'Assemblée nationale du Québec aurait pu fixer des règles modificatives pour procéder à des amendements à la Charte québécoise, comme c'est le cas pour la modification de la Constitution du Canada, elle a choisi de ne pas le faire. Par conséquent, le contenu des droits peut être modifié par une majorité simple de députés. La modification peut même avoir lieu sous bâillon, quand le parti majoritaire décide de recourir à la procédure législative d'exception pour limiter le temps de débat des parlementaires. Cette réalité législative est parfois critiquée au motif que l'absence d'exigence d'un consensus plus élevé que 50 % + 1 des députés soumet les droits fondamentaux aux humeurs de la majorité.
Cette procédure a permis de modifier la Charte québécoise au moment de l'adoption de la Loi sur la laïcité de l'État.

## Quelques décisions importantes relatives à la Charte québécoise
Parmi les décisions et arrêts de principes relatifs à la Charte québécoise, l'on retrouve :
- Ford c. Québec (Procureur général), [1988] 2 RCS 712 : Liberté d'expression, droit à l'égalité et clause dérogatoire
- Devine c. Québec (Procureur général), [1988] 2 RCS 790 : Liberté d'expression
- Tremblay c. Daigle, [1989] 2 RCS 530 : Avortement
- Godbout c. Longueuil (Ville), [1997] 3 RCS 844 : Exigence de résidence pour occuper un emploi
- Aubry c. Éditions Vice-Versa inc., [1998] 1 RCS 591 : Droit au respect de la vie privée (droit à l'image), liberté d'expression (artistique), conflit de droits
- Québec (Commission des droits de la personne et des droits de la jeunesse) c. Montreal (Ville de); Québec (Commission des droits de la personne et des droits de la jeunesse) c. Boisbriand (Ville de), 2000 CSC 27 : Discrimination fondée sur le handicap, interprétation de la Charte québécoise
- Gosselin c. Québec (Procureur général), 2002 CSC 84 : Droits sociaux
- Syndicat Northcrest c. Amselem, [2004] 2 S.C.R. 551 : Liberté de religion
- Gosselin (Tuteur de) c. Québec (Procureur général), 2005 CSC 15 : Droit à l'éducation dans la langue de la minorité
- Chaoulli c. Québec (Procureur général), 2005 CSC 35 : Droit à la vie et à l’intégrité de la personne, système de santé public
- Mouvement laïque québécois c. Saguenay (Ville), 2015 CSC 16 : Neutralité de l'état
- Ward c. Québec (Commission des droits de la personne et des droits de la jeunesse), 2021 CSC 43: propos discriminatoires, dignité, liberté d'expression artistique, conflit de droits